# Stonington (Connecticut)
Stonington is een plaats (borough) in de Amerikaanse staat Connecticut, en valt bestuurlijk gezien onder New London County.

## Demografie
Bij de volkstelling in 2000 werd het aantal inwoners vastgesteld op 1032.
In 2006 is het aantal inwoners door het United States Census Bureau geschat op 1035, een stijging van 3 (0.3%).

## Geografie
Volgens het United States Census Bureau beslaat de plaats een oppervlakte van
1,8 km², waarvan 0,9 km² land en 0,9 km² water.

## Plaatsen in de nabije omgeving
De onderstaande figuur toont nabijgelegen plaatsen in een straal van 12 km rond Stonington.

## Overleden
- Dorothy Comingore (1913-1971), actrice